# لا حكم عليه (مسلسل)
لا حكم عليه هو مسلسل لبناني، من بطولة قصي خولي، فاليري أبو شقرا. تم عرضه على شاهد.نت في 2021.

## قصة المسلسل
تدور قصة المسلسل حول شاب يصدر بحقه حكما بالسجن المؤبد، بتهمة قتله والدته وزوجها الذي تزوجته بعد وفاة والده.

## الممثلون
- قصي خولي
- فاليري أبو شقرا
- طوني عيسى
- كارول الحاج
- عبدو شاهين
- إيلي متري
- رندة كعدي
- أسعد رشدان
- إيناس زريق
- جمال حمدان (ممثل)
- سمارة نهرا
- فيصل أسطواني
- جورج دياب
- شيرين الحاج
- عادل شديد
- كميل يوسف
- تمارا حاوي
- فادي إبراهيم
- سحر فوزي
- كارين سلامة
- كارلوس عازار